# Brometo de níquel(II)
Brometo de níquel (II) ou brometo niqueloso é o composto químico de fórmula NiBr2. É o sal de níquel de número de oxidação 2+ do ácido bromídrico. Encontra-se comercialmente na forma trihidratada NiBr2.3H2O e é tratado simplesmente como brometo de níquel.
Apresenta-se como um sólido amarelo acastanhado, romboédrico, higroscópico, e é solúvel em água e em etanol.

## História
O brometo de níquel, nas doses de 325 a 487 mg, era bem tolerado pelo organismo e foi usado no tratamento da epilepsia.
Leaman, em 1885, o cita como utilizável no tratamento da cefaleia e como anticonvulsivo.

## Segurança
É um produto químico, como muitos outros compostos de níquel de significativa perigosidade.
Por se decompor ao ser aquecido, pode liberar brometo de hidrogênio.